# Estació d'Avinguda del Cid
L'Estació d'Avinguda del Cid és una estació subterrània localitzada al barri de Tres Forques de València i que forma part de les línies 3, 5 i 9 de l'operador Metrovalència. L'estació pertany a la zona tarifària A de Ferrocarrils de la Generalitat Valenciana (FGV) i l'Autoritat de Transport Metropolità de València (ATMV). L'adreça oficial de l'estació és l'avinguda del Cid, número 78.

## Història

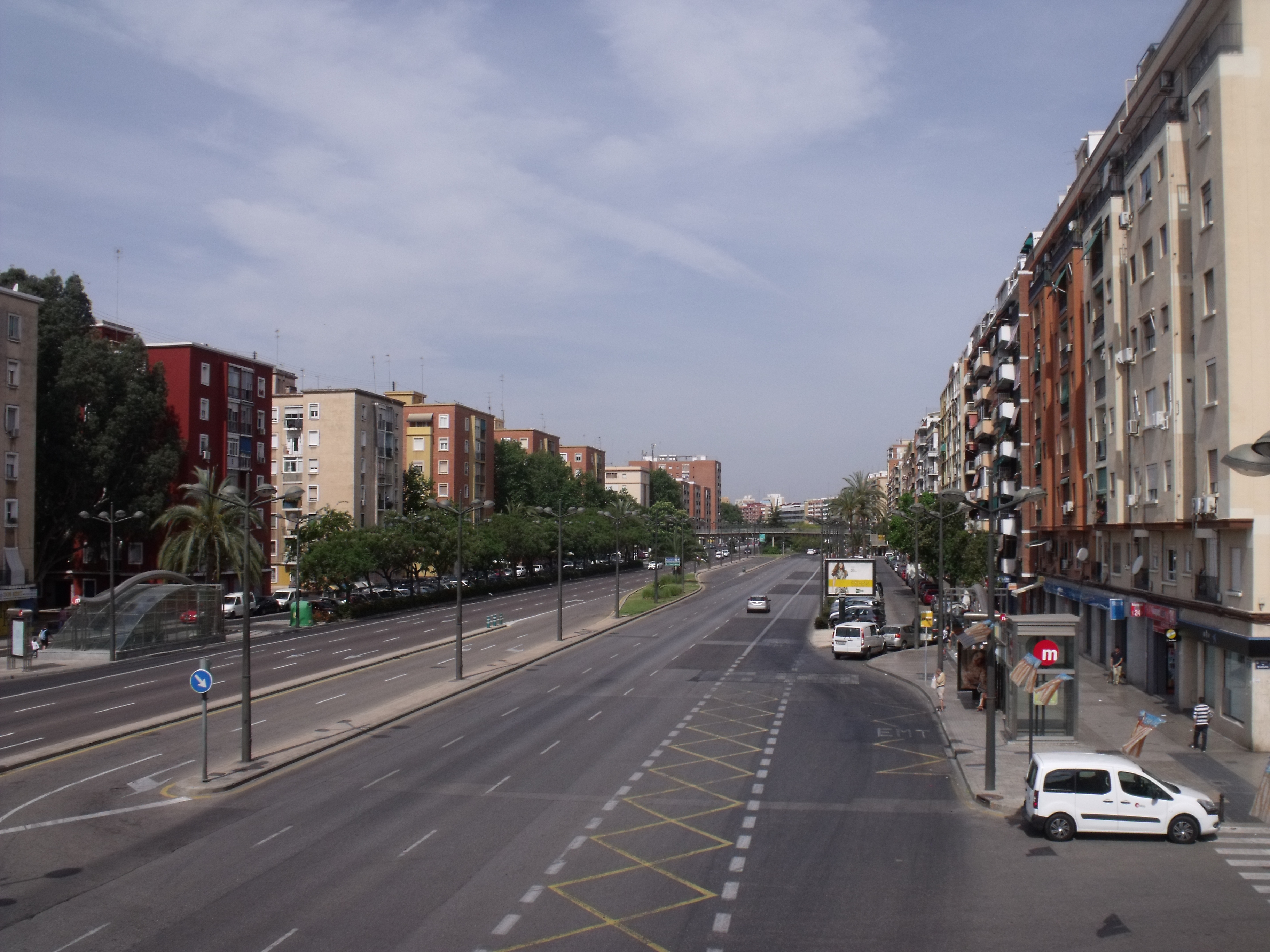
Dos dels quatre accessos

L'estació d'Avinguda del Cid es va fundar el 16 de setembre de 1998, juntament amb l'estrena de la marca comercial de Metrovalència per part de Ferrocarrils de la Generalitat Valenciana (FGV). A la inauguració de la línia i l'estació assistiren els reis d'Espanya Joan Carles I i Sofia de Grècia, així com el President de la Generalitat Eduardo Zaplana, el President de les Corts Valencianes Héctor Villalba i l'Alcaldessa de València Rita Barberà. L'estació es creà com una perllongació de la línia 3, sent estació termini d'aquesta línia fins l'obertura del trma fins a l'estació de Mislata-Almassil el 20 de maig de 1999. Més tard, amb la creació de la línia 5 el 30 d'abril de 2003, aquesta també passà per l'estació per tal d'arribar l'any 2007 a l'estació d'Aeroport. Finalment, el 6 de març de 2015 s'inaugurà la línia 9, que també passa per l'estació cap al seu destí a l'estació de Riba-roja de Túria.
El nom de l'estació prové del de l'Avinguda del Cid de València, una de les vies de trànsit principal de la ciutat i que abans era coneguda com "avinguda de Castella", pel fet que hi conduïa.

## Distribució

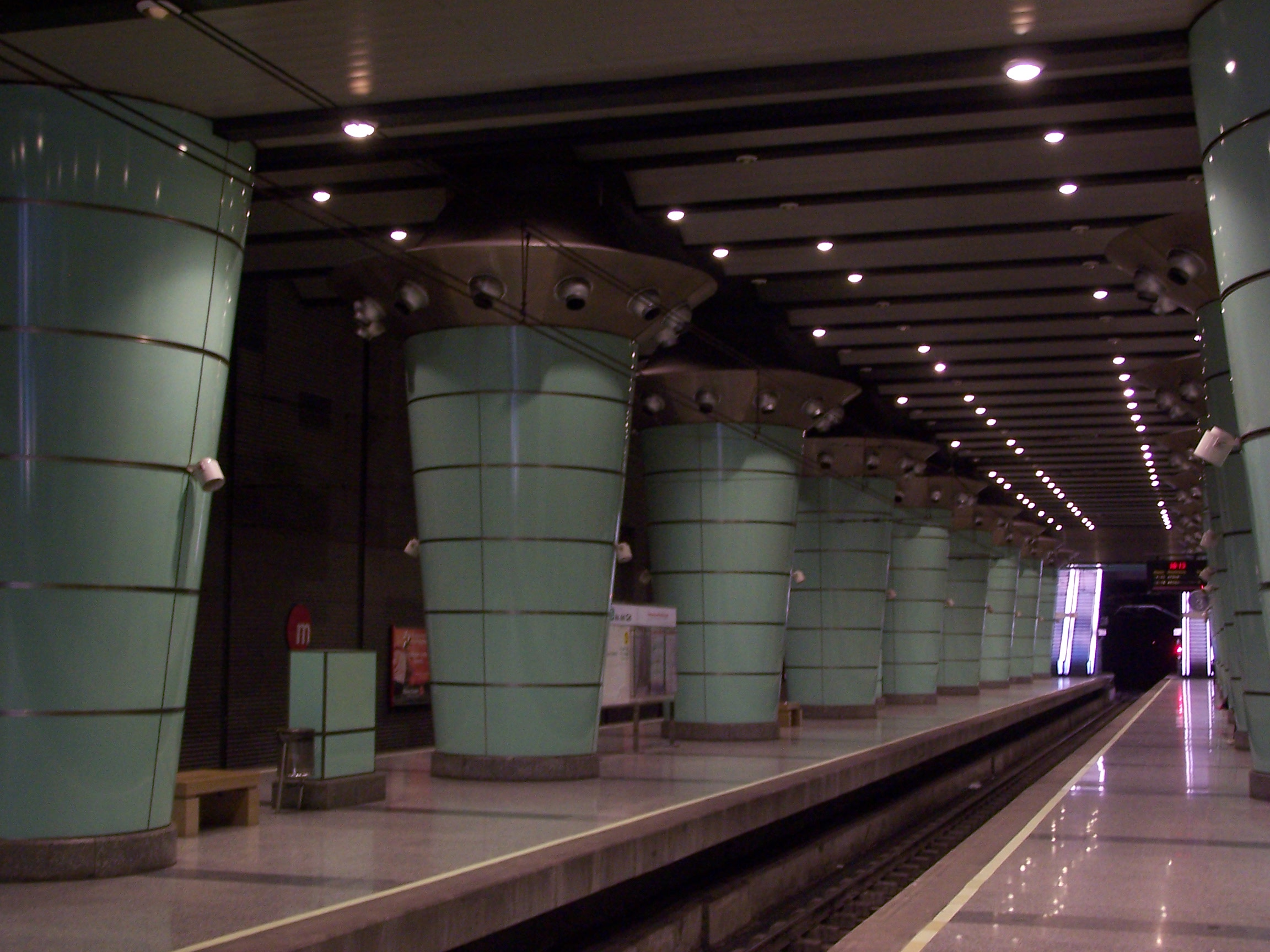
Andanes i vies de l'estació (2003)

L'estació es troba localitzada sota terra, dividint-se en dos semi-nivells: el superior on se troben els accessos i l'inferior on hi ha dues plataformes amb quatre andanes i tres vies. Les instal·lacions disposen d'ascensors i escales mecàniques. Les andanes no compten amb mampares de seguretat. L'estació es troba adaptada per a sords, inividents i discapacitats físics.
L'accés a l'estació es troba a l'avinguda del Cid i al carrer de Santa Creu de Tenerife; sent una estació pròxima a la caserna general de la Policia Local de València i al Parc de l'Oest.

### Línies
| Procedència/Destinació | <             | Línia | >             | Procedència/Destinació |
| ---------------------- | ------------- | ----- | ------------- | ---------------------- |
| Aeroport               | Àngel Guimerà |       | Nou d'Octubre | Rafelbunyol            |
| Aeroport               | Àngel Guimerà | ...   | Nou d'Octubre | Marítim                |
| Riba-roja              | Àngel Guimerà | ...   | Nou d'Octubre | Alboraia Peris Aragó   |